# Johanna Brunsson
Johanna Brunsson, född 24 augusti 1846 i Valbo-Ryrs socken i Valbo härad i Dalsland, död 11 december 1920 i Klara församling i Stockholm, var en svensk konstvävare och vävlärare. Hon kom att bli pionjär inom svensk vävkonst och generationer av textillärare fick sin utbildning vid Johanna Brunssons vävskola i Stockholm.

## Biografi
Johanna Brunsson kom från ett förmöget lantmannahem. Fadern var possessionaten Benjamin Brunsson från Ryr i Dalsland och han var på sin ort en mycket anlitad kommunalman och modern, Sofia Andersson, var typen för en "gammaldags duglig och skötsam husmor". Den unga dottern fick redan tidigt deltaga i arbetet inomhus, "ty", sade modern, "näst det att kunna väl sköta ett hus, är det kvinnans heder att kunna utföra alla husliga arbeten, finare såväl som grövre", och i överensstämmelse härmed fick döttrarna lära sig att spinna, väva och själva sy de kläder de förbrukade. 
Johanna Brunsson, som var den yngsta av systrarna, visade också redan från barnaåren en förvånande håg och fallenhet för allt, som hörde till vävnadskonsten, samt begärde vid nio års ålder att få inta platsen vid den vävstol, som någon av de äldre systrarna för en stund lämnat.

### Utbildning
Johanna Brunsson visade tidigt ett intresse för vävkonsten och fick lära sig grunderna på Stigens herrgård i Färgelanda kommun i sydvästra Dalsland. På initiativ av patronessan Maria Andersson på Stigens herrgård startades på 1860-talet vävnadsarbeten runt om i Färgelanda socken. Vid Stigens herrgård lät Magnus Andersson, Maria Anderssons make, år 1874 uppföra ett spinneri och väveri. Rörelsen expanderade och Stigens AB bildades 1897.
Brunsson studerade vid fröken Hvass vävskola i Dalsland 1869 och vid Borås Tekniska vävskola 1877 och 1878. Hon genomgick vävkurser i Uddevalla. Hon var lärarinna vid Älvsborgs läns norra slöjdförenings vävskola 1875–1887.
Johanna Brunsson grundade 1873 en egen vävskola, Brunssons vävskola, i Tångelanda, en by strax utanför Högsäter i Dalsland, där hon var föreståndare. Själva platsen Tångelanda var under lång tid Valbo härads tingsplats. 1889 grundade hon Johanna Brunssons praktiska konstvävskola i Stockholm och förestod den till 1920, då hon avled.  Skolan flyttades 1889 till Birger Jarlsgatan i Stockholm och lades ner 1958. Brunsson har haft stor betydelse för den svenska vävtraditionens bevarande och höga kvalitet.

## De egna vävskolorna

### Vävskola i Tångelanda i Dalsland
1873 öppnade Johanna Brunsson sin första egna vävskola i Tångelanda i Dalsland. Greve Erik Sparre, dåvarande landshövdingen i Älvsborgs län, var mycket intresserad av hemslöjd och såg slöjd och hantverk som viktiga för länets framtid. Han menade att intresset för hemslöjd skulle byggas upp från grunden genom undervisning i teckning och slöjd redan i skolan. Erik Sparre var den landshövding som haft störst betydelse för Älvsborgs läns utveckling under sin samtid. Hans stora engagemang vad gäller järnvägen, Dalslands kanal, jordbruksnäringen, hemslöjden och inte minst Vänersborgs museums tillblivelse har haft stor betydelse för hela länet.

### Vävlärare
1870 fick Sparre loss en fjärdel av landstingets hela budget (7200 riksdaler) och anställde tre vävlärarinnor. En av dem var Johanna Brunsson. Från 1870 arbetade Johanna Brunsson genom Erik Sparres stöd med insamling och bevarande av vävmönster och textiltradition i Älvsborgs län. Genom rundresor i städer och byar drevs ett protokoll för att ta tillvara svenska kunskapsskatter, vid tiden då den svenska industrialismen och det moderna samhället var på intåg. Missväxt i Dalsland hade resulterat i att emigrationen från Dalsland blev påtaglig. När nydanande förändringar förekom blev en motreaktiv tendens att man strävade efter återupptäckt och bevarade äldre tiders seder och hantverk. En exakt mönsteråtergivning påträffades vid ett studiebesök till Kulturlagret i Vänersborg, där en samling handmålade vävförlagor från Johanna Brunssons vävskola i Stockholm finns.
Brunsson antogs 1875 till lärare vid Älvsborgs läns slöjdskola. Erik Sparre gynnade Johanna Brunssons verksamhet, vävkonsulenter anställdes och en större skola öppnades i Vänersborg 1879 med Johanna Brunsson som lärare. Efter tre år flyttade Johanna Brunsson till Åmål. Även om hon fick erbjudande om lärarplats på andra håll behöll hon tjänsten ända till greve Erik Sparres död 1886, då skolan upphörde av brist på anslag. Allt ekonomiskt stöd försvann när Erik Sparre, som varit hennes starka stöd, dog. Johanna blev uppsagd. 
1888, två år efter Erik Sparres död, fick hon ett erbjudande om att åka till Uppsala och starta en skola. Johanna Brunsson flyttade sin verksamhet till Uppsala. 1888 grundade hon skolan i Uppsala i egen regi med 60-talet elever. Året därpå, 1889, flyttade hon till Stockholm. 
När hon hade haft sin egen vävskola ännu ett par år, dels i Bohuslän och dels i Uppsala, förlade hon sin verksamhet till Stockholm, där hon 1889 öppnade sin bekanta praktiska konstvävnadsskola vid Birger Jarlsgatan 27, en lokal som bibehölls i tjugo år, till dess huset skulle rivas och vävskolan måste söka sig en större och mer tidsenlig bostad. Denna fanns också till hands två trappor upp i Kungsgatan 30, där Stockholms Högskola dittills varit hyresgäst.

### Praktiska Wäfveriskolan i Stockholm
I Stockholm öppnade hon 1889 sin Praktiska Wäfnadsskola. Den kom att utvecklas till landets mest välrenommerade. Johanna Brunssons vävskola var belägen på Birger Jarlsgatan 27 i Stockholm.
När Johanna Brunsson började sin vävskola i Stockholm var det med ett dussin vävstolar. I skolans lokal arbetade nästan hela året om femtiotvå vävstolar av olika slag. Lokalen hade tre vävsalar, varpningsrum, utställningsrum, garnförrådsrum och försäljningsrum. Lokalen innefattade även hennes privata våning samt de fasta väverskornas rum. Vävkurserna, som gav lärarinnekompetens, var två om året och omfattade även teoretisk undervisning, mönsteranalys och dylikt. Omsättningen av de gedigna och vackra vävnaderna fördubblades liksom elevantalet. Johanna Brunsson skötte som styrande matmor sitt hushåll på 30 personer, dit en del av hennes frielever och fasta väverskor räknades. Hon hade dessutom överinseende av sin försäljningslokal vid Klarabergsgatan 21 i Stockholm.
Omkring 1912 utexaminerades de första vävlärarinnorna från skolan. Johanna Brunssons vävskola ansågs vara en av de förnämsta utbildningsanstalterna i landet. Årligen utexaminerades ett 20-tal vävlärarinnor efter en tvåårig utbildning. Det fanns även elever på kortare kurser som kom från hela Europa och även från USA.
Johanna Brunsson drev förutom sin skola även försäljning av garner, vävredskap och färdiga vävnader som vävts av anställda yrkesvävare. Tack vare detta kunde hon få in medel för att driva skolan. Utöver skolan hade Johanna 10-talet extra frielever i sitt hem varje år. Hon orkade och offrade allt för det hon trodde på – att föra handvävnadskonsten vidare. Johanna Brunsson dog 1920.
Efter Johanna Brunssons död övertog systerdottern Alma Jacobsson ansvaret för verksamheten och den teoretiska undervisningen utvecklades ytterligare. Alma Jacobsson avled 1957 och året därpå, 1958, lades skolan ner. En epok inom svensk textilkonst och vävutbildning var till ända.

## Prisdomare
- 1877 var hon ordnare och prisdomare vid Tångelanda Lantbruks- och slöjdutställning.[7]

## Utmärkelser
Erhållna medaljer och diplom:
- 1869 hedersdiplom vid Slöjdutställningen i Vänersborg, 20-25 september 1869.
- 1877 silvermedalj vid Lantbruks- och slöjdutställningen i Borås 1877.
- 1878 silvermedalj vid Konst- och industriutställningen i Jönköping 1878 (mars månad).
- 1880 silvermedalj vid Allmänna hemslöjdsutställningen i Stockholm 1880 och Konstutställningen i Borås 1880.
- 1891 silvermedalj vid Göteborgsutställningen 1891, en industriutställning i Göteborg 1 juli - 15 september 1891.
- 1897 silvermedalj vid Allmänna konst- och industriutställningen i Stockholm 1897.
- 1901 bronsmedalj vid Gävleutställningen 1901, en lantbruks-, industri- och slöjdutställning i Gävle sommaren 1901.

## Artikel i tidskriften Idun 1897
Om Johanna Brunsson kunde man den 7 maj 1897 läsa följande text i den kvinnohistoriska tidskriften Idun:
"Johanna hade dock redan sin gifna förvärfskälla i sin väfkonst och för att än mera utveckla den genomgick hon den på sin tid berömda Ekenmarkska väfkursen, hvilken hon själf på egen hand betydligt förenklade och förbättrade, och reste sedan under några år omkring för att gifva undervisning i den."
"Härunder kom dåvarande landshöfdingen i Elfborgs län, den för hemslöjden så nitiske grefve Erik Sparre, att fästa uppmärksamhet vid fröken Brunsson, som efter ett par år hafva haft egen väfskola på landet, 1875 antogs till lärarinna vid Elfborgs läns slöjdskola, hvilken plats hon, oaktadt erbjudande från andra håll, bibehöll intill grefve Sparres 1886 inträffade död, då skolan af brist på anslag upphörde."
"För sina vackra väfnader har fröken Brunsson vid flere tillfällen erhållit offentligt erkännande. Första gången vid slöjdutställningen i Venersborg 1860, då såväl hedersdiplom som penningepris tilldelades henne. Likaså i Borås 1877 och i Jönköping 1878. Vid allmänna hemslöjdutställningen i Stockholm 1880 och samma år i Borås erhöll hon första priset, stora silfvermedaljen, jämte penningepris och hedersdiplom. Detsamma i Göteborg 1891."
"År 1889 flyttade fröken Brunsson, efter det hon under en kortare tid haft väfskola äfven i Upsala, till Stockholm och etablerade där sin bekanta praktiska väfskola vid Birger Jarlsgatan 27, där den fortfarande har sin lokal. Här tillverkas nu väfnader af olika slag, från enklaste huslärft och damhanddukar, till de finaste duktyger, gardiner, draperier, klädningstyger och mjuka ullrika flossamattor i de mest smältande färgsammansättningar."
"Det utmärkande för dessa mångartade konstväfnader är ock att fröken Brunsson med säker blick, i hvilken smak och färgsinne fint harmoniera, själv sammansätter de olika mönstren."
"Elevernas antal har varje år uppgått till femtio à sextio, och dessa icke blott från alla trakter af Sverige, utan även från Norge, Danmark, Finland, Ryssland, Polen och Tyskland, och hafva varit dels betalande, dels frielever."
"Elever, som har sina hem i Stockholm, gå naturligtvis ut och in, men komma fattiga flickor från landet, upptagas de i allmänhet i fröken Brunssons eget hem, där hon för att skydda dem från storstadens faror ägnar dem moderlig tillsyn och omvårdnad. Hennes hushåll utgöres således af omkring 30 personer dagligen. Barnets dröm har blivit en skön verklighet. Men att detta icke kunnat ske utan stor personlig uppoffring och många bekymmer, är lätt att inse. Allt sker dock med glädje och hurtigt mod. Själf är den nu femtioåriga kvinnan från tidig morgon till sena kvällen i ständig verksamhet, tänkande på allt och alla och ledande det hela med en aldrig slappad verksamhet och med en flärdlöshet, som gör hennes egna behof jämförelsevis små. Sedan flere år har hon såsom biträde vid sin sida en ung systerdotter, fröken Alma Jakobsson, som under denna ledning, så att säga, vuxit in i arbetet."
"Tvänne gånger har fröken Brunsson hugnats med statsbidrag till sin skola och äfven innevarande år erhållit sådant. Till sommarens utställning förbereder hon ock en rikhaltig kollektion af konstväfnader, hvilka säkert skola ådraga sig välförtjänt uppmärksamhet av alla vänner till den svenska konstslöjden. Skulle en eller annan af dessa från konstutställningen vilja göra ett besök i det vackra etablissementet vid Birger Jarlsgatan, där trettio väfstolar dagligen äro i gång, kunna de vara förvissade om det mest tillmötesgående mottagande."